# 金平异药花
金平异药花（學名：Fordiophyton jinpingense），为野牡丹科异药花属常绿灌木，首次发现于中国云南红河哈尼族彝族自治州金平分水岭国家级自然保护区马鞍底森林。

## 发现
自然保护区科研所所长喻智勇与中山大学学者刘莹在国际学术期刊《Phytokeys》发文章称其在保护区野外考察期间发现了新物种，通过对该物种的形态、生长环境及基于nrITS的系统发育分析判定为野牡丹科异药花属。

## 性状
金平异药花叶片生于植株基部，茎短但具明显的节间，叶基部莲座丛，不具胼胝质的连接花药，叶柄被长柔毛，无翅，具伞形花序，有四数花和8个二型雄蕊，长雄蕊的花药基部明显叉状弯曲，药隔基部鼓起但无距。这些性状组合与其他物种并不相符，被认定是新物种。地的森林中发现了一种独特的植物。

## 环境
目前滇东南金平县发现一千余株，多生长在海拔900米至1900米的林下或林缘且阴凉、潮湿、排水良好的环境。